# Velódromo de Horta

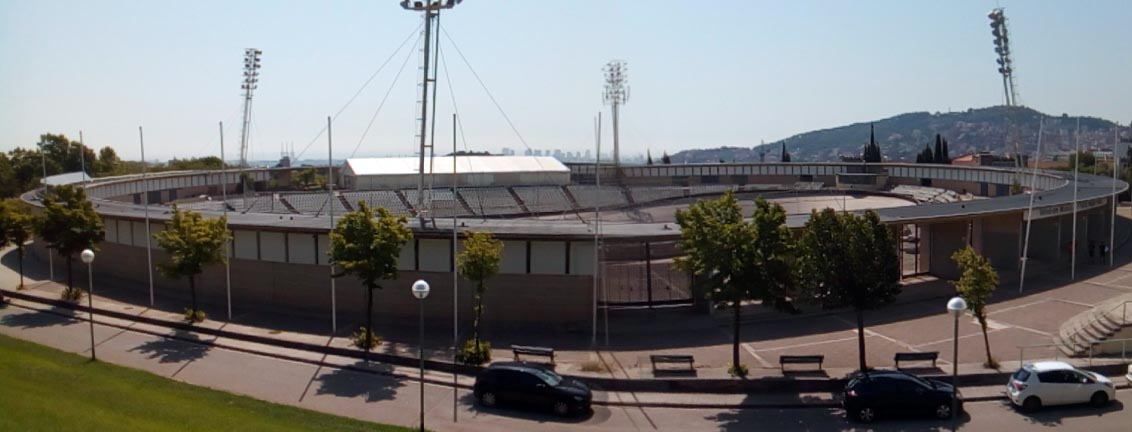
Velódromo de Horta

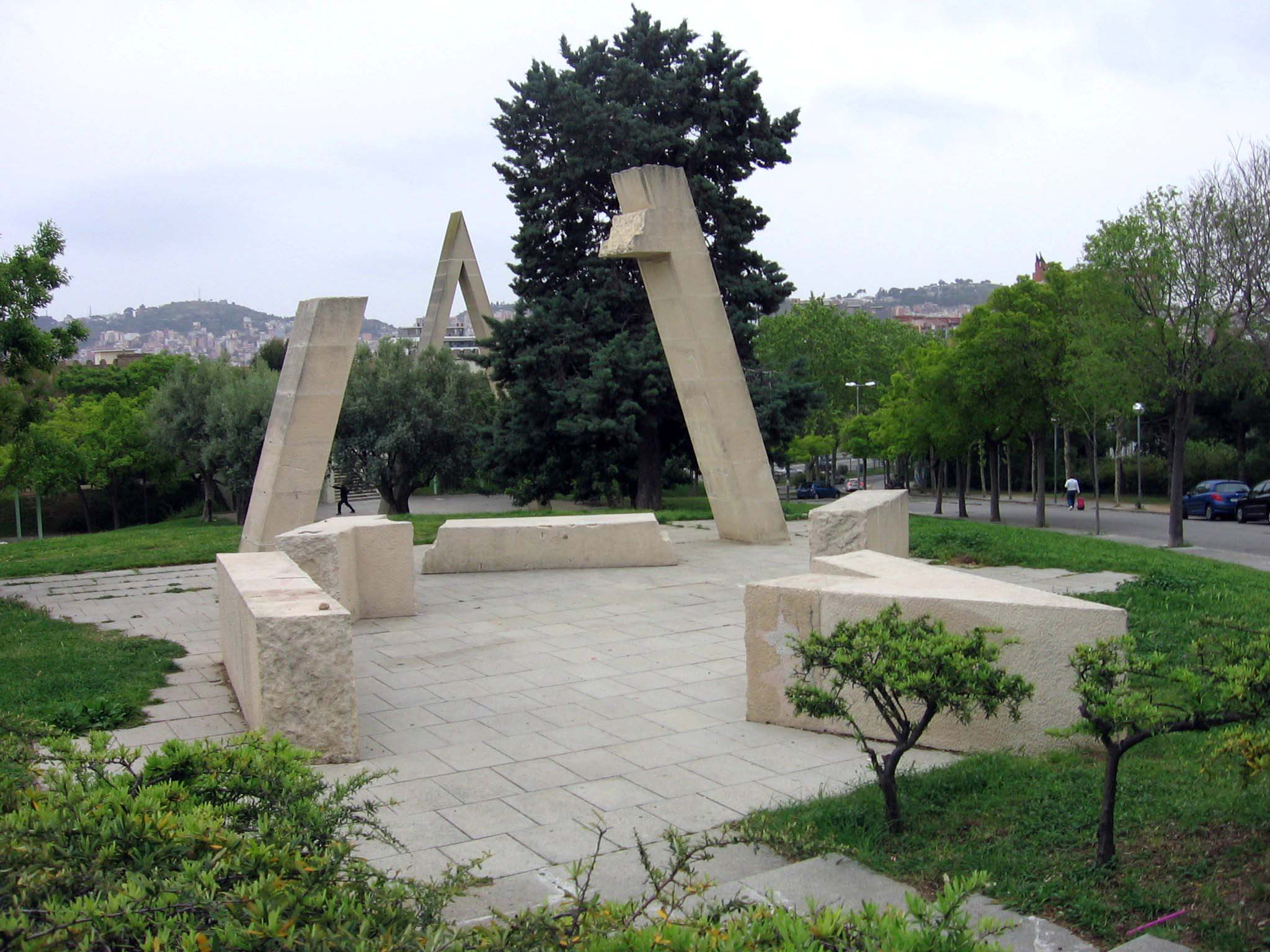
Joan Brossa: Poema visual transitable en tres tiempos: Nacimiento, camino —con pausas y entonaciones— y destrucción (1984)

El Velódromo de Horta Miquel Poblet (en catalán, Velòdrom d'Horta Miquel Poblet) es un velódromo exterior ubicado en el distrito de Horta-Guinardó, al norte de la capital catalana, Barcelona. Tiene una capacidad de 3.800 espectadores. Es propiedad del Ayuntamiento de Barcelona ,  sede de la Federación Catalana de Ciclismo. Está dedicado al ciclista catalán Miguel Poblet (1928-2013).
Aparte de la pista de ciclismo cuenta con un amplio gimnasio de fitness, una pista de fútbol sala, una de Fútbol 7 y un pabellón de baloncesto.

## Historia
Fue inaugurado en agosto de 1984 con motivo del Campeonato Mundial de Ciclismo en Pista de 1984, bajo el diseño de los arquitectos Esteve Bonell y Francesc Rius. Fue dotado con una pista homologada de 250 m revestida de madera, por parte del especialista en velódromos, el alemán Herbert Schürmann.
En 1992 fue sede de las competiciones de ciclismo en pista de los XXV Juegos Olímpicos.
En la entrada al velódromo se encuentra el Poema visual transitable en tres tiempos: Nacimiento, camino —con pausas y entonaciones— y destrucción (1984), de Joan Brossa.